# 岩田駅
岩田駅（いわたえき）は、山口県光市大字岩田にある、西日本旅客鉄道（JR西日本）山陽本線の駅である。

## 歴史
- 1899年（明治32年）6月5日：山陽鉄道田布施駅 - 島田駅間に新設開業[2]。一般駅[2]。
- 1906年（明治39年）12月1日：山陽鉄道の国有化により、官営鉄道の駅となる[2]。
- 1909年（明治42年）10月12日：線路名称制定。山陽本線所属となる。
- 1934年（昭和9年）12月1日：麻里布駅（現・岩国駅） - 櫛ケ浜駅間の新線（現・岩徳線）開業に伴う線路名称改定により、柳井線所属となる。
- 1937年（昭和12年）3月31日：駅舎改築。
- 1944年（昭和19年）10月11日：線路名称改定。山陽本線が柳井駅経由に戻され、当駅も山陽本線所属に戻る。
- 1962年（昭和37年）2月1日：貨物取扱廃止（旅客駅となる）[2]。
- 1964年（昭和39年）6月10日：電化に伴いホームを改良。
- 1967年（昭和42年）3月：跨線橋設置。
- 1984年（昭和59年）2月1日：荷物扱い廃止[2]。
- 1987年（昭和62年）4月1日：国鉄分割民営化により、西日本旅客鉄道（JR西日本）の駅となる[2]。
- 1996年（平成8年）6月1日：ジェイアール西日本広島メンテック（現・JR西日本広島メンテック）による業務委託駅となる。
- 2004年（平成16年）
  - 4月1日：駅業務を大和町が受託し、簡易委託駅化[3]。
  - 10月4日：（旧）光市・大和町新設合併に伴い、（新）光市が駅業務を受託。
- 2022年（令和4年）
  - 3月12日：ICカード「ICOCA」の利用が可能となる[4]。
  - 10月1日：無人化[5]。

## 駅構造
単式・島式複合型で、島式ホームの片側（2番のりば）が使われていない2面2線を有する地上駅。駅舎は元々単式であった1番のりば側にあり、反対側の3番のりばへは跨線橋で連絡している。

### のりば
| のりば | 路線      | 方向 | 行先           |
| ------ | --------- | ---- | -------------- |
| 1      | ■山陽本線 | 上り | 柳井・岩国方面 |
| 3      | ■山陽本線 | 下り | 徳山・防府方面 |

## 利用状況
1日平均乗車人員は以下の通り。
| 乗車人員推移 | 乗車人員推移 |
| 年度         | 1日平均人数  |
| ------------ | ------------ |
| 1999         | 621          |
| 2000         | 586          |
| 2001         | 552          |
| 2002         | 541          |
| 2003         | 550          |
| 2004         | 533          |
| 2005         | 523          |
| 2006         | 506          |
| 2007         | 511          |
| 2008         | 518          |
| 2009         | 498          |
| 2010         | 496          |
| 2011         | 478          |
| 2012         | 452          |
| 2013         | 432          |
| 2014         | 387          |
| 2015         | 400          |
| 2016         | 384          |
| 2017         | 394          |
| 2018         | 363          |
| 2019         | 384          |
| 2020         | 323          |
| 2021         | 315          |
| 2022         | 325          |

## 駅周辺
周辺は旧・大和町の中心地となっている。
- 光市役所大和支所
- 光警察署大和警察官駐在所
- 岩田郵便局
- 山口銀行大和支店
- 光市立大和小学校
- 光市立大和中学校
- 光市大和学校給食センター
- 大和商工会
- 光市立大和総合病院
- 大和総合運動公園
- 石城山（神籠石）

### バス路線
「岩田駅前」停留所が当駅の最寄り。光市営バスの各路線が発着する。
光市営バス
- 塩田線
- 束荷線
- 市役所線
- 岩田・三輪線（予約運行）
- 城南原線（予約運行）

「予約運行」は発車時刻の30分前までに予約しなければならない。

## 隣の駅
西日本旅客鉄道（JR西日本）
■山陽本線
田布施駅 - 岩田駅 - 島田駅